# Scrappy-Doo
Scrappy-Doo is een fictieve Duitse dog puppy bedacht door Hanna-Barbera Productions in 1979. Hij is het neefje van Scooby-Doo.
Scrappy heeft meegedaan in verschillende incarnaties van de Scooby-Doo serie.

## Biografie
Scrappy is het zoontje van Scooby-Doo’s zus Ruby-Doo. Scrappy kijkt enorm op tegen zijn oom en assisteert Mystery Inc vaak bij het oplossen van zaken. Scrappy is hyperactief en stort zich graag op gevaarlijke situaties ondanks zijn geringe formaat en kracht. Vaak dringt hij erop aan dat het team een schurk rechtstreeks zal bevechten. Zijn catchphrases zijn dan ook "Lemme at 'em! I'll splat 'em!" en "Ta nanana ta daaa! Puppy power!"

## Stemmen
- Lennie Weinrib (1979-1980)
- Don Messick (1980-1997)
- Scott Innes (2002-2018)
- J. P. Manoux (2002)
- Neil Fanning (2002)
- Dee Bradley Baker (2011)
- Tom Kenny (2019)

## Geschiedenis en kritiek
Scrappy-Doo werd aan de cast van Scooby-Doo toegevoegd toen in 1979 de kijkcijfers achteruit gingen en de show stopgezet dreigde te worden. Nadat hij erbij kwam gingen de kijkcijfers weer omhoog. In 1980 besloot Hanna-Barbera de show zelfs meer op Scrappy te focussen, en werden op Shaggy en Scooby na alle personages eruit geschreven. Tevens kregen de afleveringen een meer komische achtergrond met echte bovennatuurlijke schurken in plaats van verklede mensen.
Scrappy bleef gedurende vrijwel de hele jaren 80 een vast personage in het Scooby-Doo franchise.
In latere jaren werd de aanwezigheid van Scrappy-Doo steeds meer bekritiseerd door fans. Men vond dat hij een negatieve invloed had op de series en werd zelfs als het voorbeeld gezien van een irritant of overmatig aanwezig personage dat aan een serie toegevoegd wordt in de hoop meer kijkers te trekken. Daarom werd het personage na de film Scooby-Doo and the Reluctant Werewolf uit 1988 geheel uit de franchise geschreven. Nadien heeft hij nog maar drie keer meegespeeld in een Scooby-Doo film of serie:
- In de eerste live-action film is hij de primaire antagonist, die wraak wil nemen op Mystery Inc. omdat ze hem jaren terug uit het team hadden gezet. In de film blijkt tevens dat Scrappy helemaal geen puppy is, maar gewoon een volwassen hond die door een stofwisselingsziekte nog steeds op een puppy lijkt.
- In de film Scooby-Doo and the Goblin King rijdt het team met de Mystery Machine een kermiskraam binnen, waar allemaal poppen gebaseerd op Scrappy liggen.
- In de aflevering "The Siren's Song" van de serie Scooby-Doo! Mystery Incorporated komen Fred en Daphne in het Crystal Cove Haunted Museum een standbeeld van Scrappy tegen, te midden van een reeks beelden van schurken die het team ooit verslagen heeft. Wanneer Daphne opmerkt dat ze Scrappy al een tijd niet meer gezien heeft, herinnert Fred haar eraan dat ze elkaar hadden beloofd het nooit meer over hem te hebben.

## Scooby-Dooseries en films met Scrappy-Doo

### Series
- Scooby-Doo and Scrappy-Doo (1979)
- Scooby-Doo and Scrappy-Doo (zeven-minuten versie) (1980)
- Scrappy and Yabba-Doo (1982)
- The All-New Scooby and Scrappy-Doo Show (1983)
- The New Scooby-Doo Mysteries (1984)
- The 13 Ghosts of Scooby-Doo (1985)

### Televisiefilms
- Scooby-Doo Meets the Boo Brothers (1987)
- Scooby-Doo and the Ghoul School (1988)
- Scooby-Doo and the Reluctant Werewolf (1988)

### Films
- Scooby-Doo (2002)